# Jen Majura

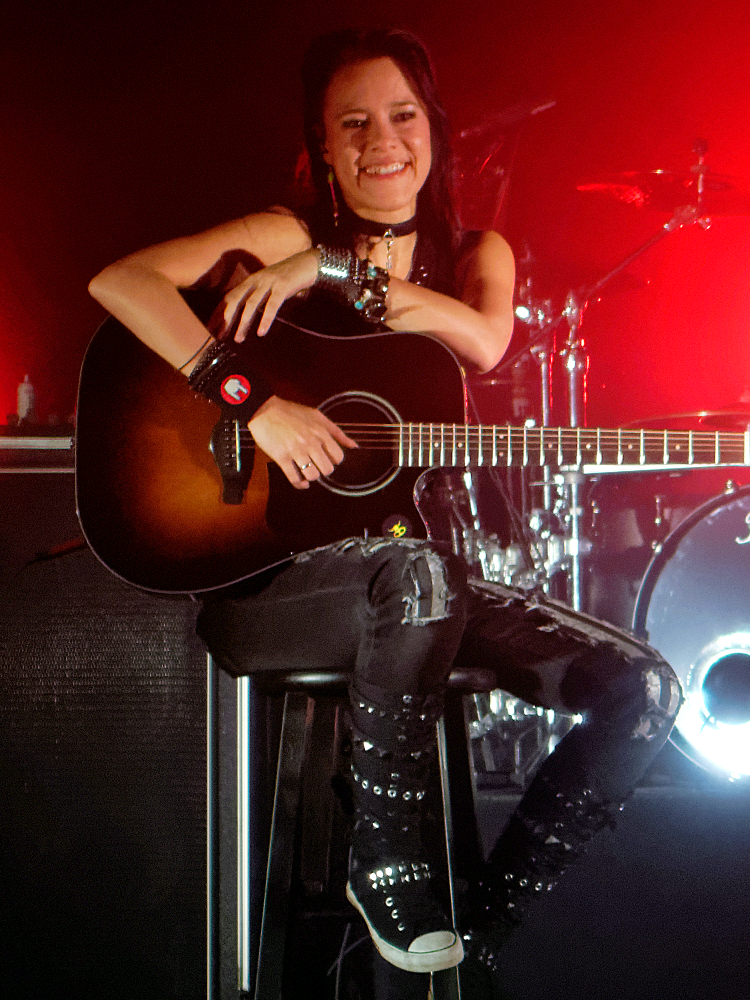
Jen Majura trat am 17. November 2015 mit Evanescence auf

Jennifer Majura Indrasen (* 16. Juni 1983 in Stuttgart) ist eine deutsche Gitarristin, Bassistin, Sängerin und Komponistin. Von 2015 bis Mai 2022 gehörte sie der US-amerikanischen Alternative-Rock-Band Evanescence an. Seit 2023 ist sie bei der Band How We End aktiv.

## Leben und musikalischer Werdegang
Jen Majura stammt aus einer musikalischen Familie. Ihr Vater, der in Thailand geborene Chutichai „Schuti“ Indrasen, kam 1977 nach Westdeutschland und ließ sich in Reutlingen nieder. Mit dem Lied Die Sennerin vom Königsee hatte er 1982 einen Hit mit der Band Kiz. Von ihrem Vater inspiriert begann Majura im Alter von sechs Jahren mit dem Klavierspiel. Da ihr dies jedoch nur wenig Freude machte, griff sie mit acht Jahren zur Gitarre. Zudem beschäftigte sie sich mit Gesang, Schlagzeug, Bass, Saxophon, Trompete und Querflöte. In der Schule besuchte sie einen Musik-Leistungskurs.
2009 gründete sie eine AC/DC-Coverband namens Black Thunder Ladies, bei der sie als Lead-Gitarristin und Background-Sängerin fungierte. Zudem trat sie bei den Bands Rage, Knorkator (2012–2014, Gitarre) und Equilibrium (2014–2015, Bass) in Erscheinung.

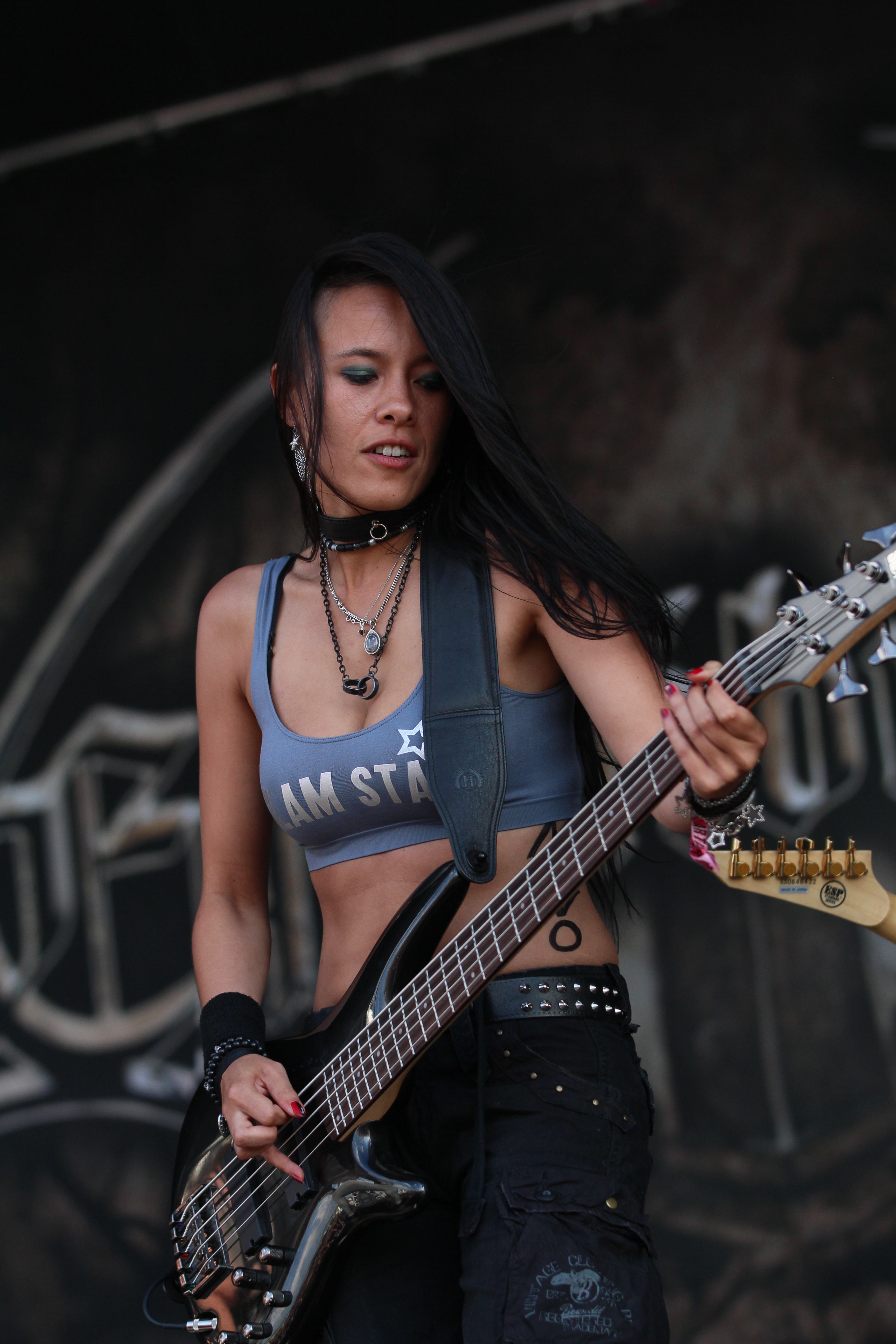
Jen-Majura-Auftritt mit Equilibrium auf dem Rockharz Open Air, Juli 2014

Neben ihrem Engagement bei verschiedenen Bands arbeitete sie auch an einer Solokarriere und veröffentlichte am 11. Mai 2015 ihr erstes Studioalbum mit dem Titel Jen Majura. Das zweite Soloalbum folgte am 24. November 2017 unter dem Titel InZENity.
Im Juli 2015 erhielt sie das Angebot, sich der US-amerikanischen Alternative-Rock-Band Evanescence als Gitarristin anzuschließen. Den Kontakt hatten die Musiker Alex Skolnick (Testament) und Dave Eggar, mit denen Majura befreundet ist, hergestellt. Nach einem Treffen mit Amy Lee, Sängerin und Gründungsmitglied von Evanescence, stieß Majura nur wenige Tage später zu der Band. Damit ersetzte sie den bisherigen Gitarristen Terry Balsamo.
Majuras erstes Studioalbum mit Evanescence erschien am 8. November 2017 unter dem Titel Synthesis. Das Album enthielt hauptsächlich bereits zuvor veröffentlichte Lieder, die mit orchestraler Untermalung neu aufgenommen wurden. Majura spielte neben der Gitarre auch das Instrument Theremin ein. Es folgten Tourneen in Südamerika, Europa und den USA. Am 12. Oktober 2018 wurde das Livealbum Synthesis Live veröffentlicht.
Im Frühjahr 2018 gründete Majura gemeinsam mit dem kroatischen Gitarristen und Sänger Alen Brentini, der zuvor schon mit namhaften Musikern wie Kee Marcello, Marco Mendoza und Mike Terrana zusammengearbeitet hatte, ein musikalisches Projekt namens Something on 11. Das gleichnamige Debütalbum wurde jedoch erst am 13. November 2020 veröffentlicht.
Das fünfte Studioalbum von Evanescence, The Bitter Truth, wurde am 26. März 2021 veröffentlicht. Majura war an den Aufnahmen zu vier Songs des Albums direkt beteiligt; bedingt durch die COVID-19-Pandemie musste sie die übrigen Gitarrenparts in ihrem Heimstudio einspielen. Am 21. Mai 2022 verkündeten Evanescence die Trennung von Jen Majura.
Ende März 2023 wurde bekannt, dass Majura zusammen mit anderen bekannten Musikern die Band How We End gegründet hat. Laut eigener Aussage war sie das letzte Bandmitglied, das zur Band stieß.
Im Juni 2025 gab Majura bekannt, sich aus dem Musikgeschäft zurückzuziehen. Als Grund führte sie eine zunehmende Desillusionierung hinsichtlich der aktuellen Entwicklung in der Musik-Branche an.

## Equipment
Majura spielt mit Instrumenten des japanischen Gitarrenherstellers Ibanez. Dabei gebraucht sie mehrere Modelle, unter anderem Ibanez JEM und die Ibanez-RG-Serie. Des Weiteren spielt sie Stingray-Bässe der Marke Musicman.

## Trivia
- Als musikalische Einflüsse benennt Majura die Gitarristen Mattias Eklundh, Nuno Bettencourt, Richie Kotzen, Steve Vai und Joe Satriani.
- Majura betreibt in Brilon eine Musikschule.[19] Darüber hinaus gibt sie Workshops wie beispielsweise auf der Musikmesse Guitar Summit (2017).
- Auf dem Internetportal YouTube betreibt sie einen eigenen Kanal.[20]
- Bei der jährlichen Preisverleihung des Fachmagazins Metal Hammer wurde Majura 2018 in der Kategorie Riffgott (Bester Gitarrist) nominiert.[21]

## Diskografie

### Als Solokünstlerin
Studioalben
- 2015: Jen Majura
- 2017: InZENity

### Mit Evanescence
Studioalben
- 2017: Synthesis
- 2021: The Bitter Truth

Livealben
- 2018: Synthesis Live

Videoalben
- 2018: Synthesis Live

Singles/Musikvideos
- 2017: Imperfection
- 2020: Use My Voice
- 2021: Better Without You

### Mit Something on 11
Studioalben
- 2020: Something on 11

Singles/Musikvideos
- 2020: Soul Suffer Payment